# Kempnyella
Kempnyella is een geslacht van steenvliegen uit de familie borstelsteenvliegen (Perlidae). De wetenschappelijke naam van het geslacht is voor het eerst geldig gepubliceerd in 1964 door Illies.

## Soorten
Kempnyella omvat de volgende soorten:
- Kempnyella genualis (Navás, 1918)
- Kempnyella walperi Illies, 1964